# Eduardo Lillingston
Eduardo Fabián Lillingston García (ur. 23 grudnia 1977 w mieście Meksyk) – meksykański piłkarz pochodzenia angielskiego występujący najczęściej na pozycji napastnika, obecnie zawodnik Tecos UAG.

## Kariera klubowa
Lillingston jest wychowankiem zespołu Deportivo Toluca. W meksykańskiej Primera División zadebiutował 14 września 1996 w wygranym 1:0 spotkaniu z Monterrey. Pierwszego gola w najwyższej klasie rozgrywkowej strzelił 8 lutego 1997 w wygranej 2:0 konfrontacji z Celayą. Nie potrafił sobie jednak wywalczyć miejsca w wyjściowej jedenastce zespołu, mając za konkurentów zawodników takich jak José Cardozo, Carlos Morales czy José Manuel Abundis. Mimo to udało mu się osiągnąć z Tolucą kilka sukcesów, takich jak mistrzostwa Meksyku w sezonach Verano 1998 i Verano 1999, a także wicemistrzostwo kraju w rozgrywkach Invierno 2000. W międzyczasie był wypożyczany do drużyn Club Santos Laguna i Club Atlas.
Wiosną 2001 Lillingston przeszedł do ekipy Tigres UANL z siedzibą w mieście Monterrey, gdzie spędził pół roku, po czym po raz drugi w karierze został piłkarzem Santos Laguny, wówczas mistrza Meksyku. Graczem zespołu z Torreón był przez kolejne dwa lata, zdobywając dla niego szesnaście goli w 63 spotkaniach w lidze. Latem 2003 podpisał umowę z klubem Tecos UAG z jego rodzinnego miasta, Guadalajary. Właśnie tam spędził większość swojej piłkarskiej kariery, regularnie wybiegając na ligowe boiska, choć nie zawsze w wyjściowym składzie. W rozgrywkach Clausura 2005 wywalczył z Tecos tytuł wicemistrzowski, jednak poza tym sukcesem nie notował z tą ekipą większych osiągnięć. Ogółem podczas pierwszego, trwającego ponad pięć lat pobytu w Tecos zdobył 24 gole w 108 ligowych spotkaniach. Pod koniec gry w tym zespole stracił jednak pewne miejsce w pierwszej jedenastce i przez cały rok 2008 nie wystąpił w żadnym oficjalnym meczu.
W styczniu 2009 Lillingston przeszedł do amerykańskiej drużyny Chivas USA. W Major League Soccer pierwszy mecz rozegrał 22 marca 2009 w wygranym 2:1 spotkaniu z Colorado Rapids, natomiast już w kolejnej konfrontacji, 29 marca z FC Dallas wygranej ostatecznie 2:0, zdobył premierowego gola w USA. Łącznie rozgrywki 2009 zakończył z bilansem ośmiu bramek w 25 meczach, zostając najlepszym strzelcem Chivas w sezonie zasadniczym. Cały rok 2010 spędził na wypożyczeniach w drugiej lidze meksykańskiej – pierwszą połowę w Club Tijuana, a drugą w spadkowiczu z najwyższego szczebla rozgrywek, Indios de Ciudad Juárez.
Wiosną 2011 Lillingston powrócił do swojego byłego klubu, Tecos UAG.
| Sezon     | Klub                    | Kraj              | Rozgrywki           | Mecze | Bramki |
| --------- | ----------------------- | ----------------- | ------------------- | ----- | ------ |
| 1996/1997 | Deportivo Toluca        | Meksyk            | Primera División    | 8     | 2      |
| 1997/1998 | Deportivo Toluca        | Meksyk            | Primera División    | 16    | 2      |
| 1998/1999 | Deportivo Toluca        | Meksyk            | Primera División    | 0     | 0      |
| 1998/1999 | Club Santos Laguna      | Meksyk            | Primera División    | 21    | 6      |
| 1999/2000 | Deportivo Toluca        | Meksyk            | Primera División    | 8     | 0      |
| 1999/2000 | Club Atlas              | Meksyk            | Primera División    | 8     | 3      |
| 2000/2001 | Deportivo Toluca        | Meksyk            | Primera División    | 11    | 2      |
| 2000/2001 | Tigres UANL             | Meksyk            | Primera División    | 15    | 2      |
| 2001/2002 | Club Santos Laguna      | Meksyk            | Primera División    | 32    | 11     |
| 2002/2003 | Club Santos Laguna      | Meksyk            | Primera División    | 31    | 5      |
| 2003/2004 | Tecos UAG               | Meksyk            | Primera División    | 34    | 12     |
| 2004/2005 | Tecos UAG               | Meksyk            | Primera División    | 24    | 1      |
| 2005/2006 | Tecos UAG               | Meksyk            | Primera División    | 26    | 4      |
| 2006/2007 | Tecos UAG               | Meksyk            | Primera División    | 21    | 7      |
| 2007/2008 | Tecos UAG               | Meksyk            | Primera División    | 3     | 0      |
| 2008/2009 | Tecos UAG               | Meksyk            | Primera División    | 0     | 0      |
| 2009      | CD Chivas USA           | Stany Zjednoczone | Major League Soccer | 25    | 8      |
| 2009/2010 | Club Tijuana            | Meksyk            | Liga de Ascenso     | 12    | 1      |
| 2010/2011 | Indios de Ciudad Juárez | Meksyk            | Liga de Ascenso     | 17    | 9      |
| 2010/2011 | Tecos UAG               | Meksyk            | Primera División    | 14    | 4      |
| 2011/2012 | Tecos UAG               | Meksyk            | Primera División    |       |        |

## Kariera reprezentacyjna
W 1997 roku Lillingston został powołany przez selekcjonera José Luisa Reala do reprezentacji Meksyku U–20 na Młodzieżowe Mistrzostwa Świata w Malezji. Na turnieju tym Meksykanie odpadli w 1/8 finału, natomiast sam zawodnik zanotował cztery występy, zdobywając trzy bramki (wszystkie w fazie grupowej) – dwie w spotkaniu z Arabią Saudyjską (5:0) i jedną z WKS (1:1).